# Antena TV Group
Antena TV Group S.A. este o companie de televiziune din România. Aceasta deține licențele audiovizuale pentru canalele de televiziune Antena 1, Antena 1 HD, Antena Stars, Antena Stars HD, Happy Channel, Happy Channel HD, Antena Internațional, ZU TV, ZU TV HD și platforma online AntenaPlay, dar și mai multe site-uri web, precum platforma de anunțuri online lajumate.ro.
Compania a fost înființată la 4 iunie 1991 sub denumirea Corporația pentru Cultură și Artă Intact. În iunie 2005 a fost redenumită Antena 1 S.A., iar în decembrie 2010 a primit actuala denumire, Antena TV Group S.A., pentru a-și consolida operațiunile.

## Structura acționariatului
Acționarii companiei Antena TV Group sunt:
- Camelia Voiculescu - 41,78 %
- Corina Voiculescu - 37,45 %
- Mihai Lazăr - 8,64 %
- Anca Raluca Gheorghe - 4,32 %
- Fundația Dan Voiculescu pentru dezvoltarea României - 3,91 %
- GRIVCO - 3,87 %

## Scandalul de șantaj împotriva RCS & RDS
Între 2013 și 2017, Antena TV Group a fost implicat într-un caz de șantaj. Directorul general de atunci, Sorin Alexandrescu, l-a amenințat pe administratorul RCS & RDS că, dacă nu va accepta un contract de retransmisie a posturilor Antena TV Group ai cărui termeni îi dictează el, atunci va lansa o campanie de denigrare pe toate posturile sale și că, în urma refuzului, amenințările s-au concretizat, cu complicitatea altor persoane din top-managementul grupului. După ce cei de la RCS & RDS au denunțat șantajul, faptele au fost anchetate de autorități, fiind inculpați Sorin Alexandrescu pentru șantaj, și fondatorul Dan Voiculescu și fiica sa, patroana grupului, Camelia Voiculescu, pentru complicitate; alți acuzați au fost Daniel Matiescu de la grupul părinte, Intact, și directorul Agenției Naționale de Administrare Fiscală, Șerban Pop, acuzat de divulgare de informații secret. Soluția în primă instanță a venit în mai 2016, toți inculpații fiind condamnați, iar grupul fiind obligat la o amendă penală de 350.000 de lei; la apelul judecat la Înalta Curte de Casație și Justiție, însă, amenda a fost scăzută la 200.000 de lei, iar dintre acuzați, fondatorul Dan Voiculescu a fost achitat, celelalte persoane fiind condamnate.

## Vezi și
- Intact Media Group